# Meb Keflezighi
Mebrahtom (Meb) Keflezighi (Asmara, 5 mei 1975) is een Amerikaanse atleet van Eritrese afkomst, die is gespecialiseerd in de lange afstand. Hij verzamelde meer dan twintig Amerikaanse kampioenschappen op de 10.000 m, diverse afstanden op de weg en bij het veldlopen. Ook had hij op de 10.000 m met 27.13,98 van 2001 tot 2010 het Amerikaanse record in handen. Hij nam viermaal deel aan de Olympische Spelen en veroverde bij die gelegenheden eenmaal een medaille.

## Biografie
Keflezighi en zijn gezin zijn als Eritrese vluchtelingen via Italië naar de Verenigde Staten gekomen. Hij werd in 1998 tot Amerikaans staatsburger genaturaliseerd, hetzelfde jaar als waarin hij afstudeerde aan de UCLA.
Op de Olympische Spelen van 2000 in Sydney werd Keflezighi twaalfde op de 10.000 m. Vier jaar later won hij op de Olympische Spelen van Athene het zilver op de marathon in een tijd van 2:11.29.
Zijn grootste prestatie leverde Keflezighi in 2009 met het winnen van de New York City Marathon. Zijn naam was regelmatig genoemd als snelle loper, maar door weinigen werd hij vooraf genoemd als winnaar. Hij won de wedstrijd in een persoonlijk record van 2:09.15 en was hiermee de eerste Amerikaanse winnaar sinds Alberto Salazar in 1982. Eerder dat jaar was hij al eens negende geworden bij de marathon van Londen in 2:09.21.
Op de Olympische Spelen van 2012 in Londen moest hij in een tijd van 2:11.06 genoegen nemen met een vierde plaats.
In 2014 won hij de marathon van Boston in een tijd van 2:08.37. Deze tijd wordt niet erkend als PR, omdat het parcours in Boston vanwege de te grote niveauverschillen niet voldoet aan de hiervoor gestelde eisen. 
Keflezighi traint in Mammoth Lakes (Californië) gedurende de zomer en in San Diego in de winter.

## Titels
- Amerikaans kampioen 10.000 m - 2000, 2002, 2004
- Amerikaans kampioen 5 km - 2002
- Amerikaans kampioen 8 km - 2003, 2004
- Amerikaans kampioen 7 mijl - 2002, 2009
- Amerikaans kampioen 15 km - 2001, 2002, 2003, 2004, 2006, 2007
- Amerikaans kampioen 20 km - 2003
- Amerikaans kampioen halve marathon - 2009, 2014
- Amerikaans kampioen marathon - 2009, 2012
- Amerikaans kampioen veldlopen - 2001, 2002, 2009

## Persoonlijke records
Baan
| Onderdeel | Prestatie        | Datum            | Plaats    |
| --------- | ---------------- | ---------------- | --------- |
| 1500 m    | 3.42,29          | 2 mei 1998       | Westhood  |
| 3000 m    | 7.48,81          | 10 augustus 2003 | Berlijn   |
| 5000 m    | 13.11,77         | 5 augustus 2000  | Heusden   |
| 10.000 m  | 27.13,98 (ex-NR) | 4 mei 2001       | Palo Alto |

Weg
| Onderdeel      | Prestatie | Datum           | Plaats         |
| -------------- | --------- | --------------- | -------------- |
| 5 km           | 13.34     | 1 april 2001    | Carlsbad       |
| 10 km          | 27.58     | 4 augustus 2007 | Cape Elizabeth |
| 15 km          | 42.48     | 9 maart 2002    | Jacksonville   |
| 20 km          | 57.52     | 4 oktober 2009  | San Jose       |
| halve marathon | 1:01.00   | 4 oktober 2009  | San Jose       |
| 30 km          | 1:29.47   | 6 november 2011 | New York       |
| marathon       | 2:09.08   | 14 januari 2012 | Houston        |

## Palmares

### 5000 m
- 2002: 4e Wereldbeker - 13.33,44

### 10.000 m
- 2000: 12e OS - 27.53,63
- 2001: 23e WK - 28.44,48
- 2003: 16e WK - 28.35,08

### halve marathon
- 2009:  Amerikaanse kamp. in Houston - 1:01.25
- 2013:  Amerikaanse kamp. - 1:01.22
- 2014:  Amerikaanse kamp. - 1:01.23
- 2015: 4e Amerikaanse kamp. - 1:02.18
- 2015: 8e halve marathon van New York - 1:02.17

### marathon
- 2002: 9e New York City Marathon - 2:29.00
- 2003: 7e Chicago Marathon - 2:10.03
- 2004:  marathon van Birmingham - 2:11.45
- 2004:  OS - 2:11.29
- 2004:  New York City Marathon - 2:09.53
- 2005:  New York City Marathon - 2:09.56
- 2006:  marathon van Boston - 2:09.56
- 2006: 21e New York City Marathon - 2:22.02
- 2007: 8e Amerikaanse selectiewedstrijd - 2:15.09
- 2009: 9e marathon van Londen - 2:09.21
- 2009:  New York City Marathon - 2:09.15
- 2010: 5e marathon van Boston - 2:09.26
- 2010: 6e New York City Marathon - 2:11.38
- 2011: 6e New York City Marathon - 2:09.13
- 2012: 4e OS - 2:11.06
- 2014:  marathon van Boston - 2:08.37
- 2014: 4e New York City Marathon - 2:13.18
- 2015: 8e marathon van Boston - 2:12.42
- 2015: 7e New York City Marathon - 2:13.32
- 2016: 33e OS - 2:16.46
- 2017: 13e Boston Marathon - 2:17.00

### veldlopen
- 2000: 26e WK (lange afstand) - 36.45
- 2001: 13e WK (lange afstand) - 40.46
- 2002: 14e WK (lange afstand) - 36.09
- 2003: 11e WK (lange afstand) - 36.16